# La Túrbia
La Túrbia (en occità A Torbia, en francès La Turbie) és un municipi francès situat al departament dels Alps Marítims i a la regió de Provença – Alps – Costa Blava.

## Demografia
| 1962                                       | 1968  | 1975  | 1982  | 1990  | 1999  | 2006  |
| ------------------------------------------ | ----- | ----- | ----- | ----- | ----- | ----- |
| 1.522                                      | 1.761 | 1.826 | 1.969 | 2.609 | 3.021 | 3.155 |
| Des de 1962: població sense dobles comptes |       |       |       |       |       |       |

## Administració
| Període | Identitat       | Partit |
| ------- | --------------- | ------ |
| 2001-   | Nicolas Bassani |        |

## Agermanament
- Sarre